# Ми-35
Ми-35  — модернизированный вариант Ми-24. Выпускается как на экспорт, так и для нужд Минобороны России. Предназначен для уничтожения бронетанковой техники, огневой поддержки подразделений сухопутных войск, десанта и эвакуации раненых, а также перевозки грузов в кабине и на внешней подвеске.

## История создания
Является экспортным вариантом многоцелевого ударного вертолета Ми-24. В 1999 году Роствертол разработал программу модернизации стоящих на вооружении Ми-24.

## Описание конструкции
По программе модернизации вертолёт Ми-35 получил приборы ночного видения, тепловизионную систему наблюдения модели IRTV-445MGH, дающую возможность круглосуточно обнаруживать и распознавать объекты на расстоянии более 4 км. Вертолёт получил также спутниковую навигационную систему GPS115L Garmin с блоком сопряжения VPS-200, обеспечивающую определение текущих координат вертолёта.

## Модификации
| Название модели                    | Краткие характеристики, отличия. |
| ---------------------------------- | --- |
| Ми-35 (экспортный вариант Ми-24В)  | Прицел АСП-17В, двигатели «Климов» ТВ3-117В производства «Мотор Сич». |
| Ми-35М                             | Шасси неубирающиеся, что в отличие от Ми-24 обеспечивает энергопоглощение при падении; ОПС-24Н с гиростабилизированной оптико-электронной станцией ГОЭС-324, лазерный дальномер, укороченное крыло (4 точки подвески), высотные двигатели «Климов» ВК-2500. |
| Ми-35МС                            | Усовершенствованный вариант Ми-35М с салоном для перевозки VIP-персон, снятым вооружением и дополнительными топливными баками. |
| Ми-35П (экспортный вариант Ми-24П) | С типовой для Ми-24 несущей системой, трехлопастным рулевым винтом, убирающимся шасси, «длинным» крылом и т. п., вооружен неподвижной пушечной установкой с двуствольной пушкой ГШ-30К калибра 30-мм.                                                       |
| Ми-35ПМ                            | Версия Ми-35П с новым несущим и Х-образным рулевым винтом с лопастями из композиционных материалов. |
| Ми-35ПН                            | Версия Ми-35П для выполнения боевых задач в ночное время, ночная тепловизионная прицельная подсистема наведения «Зарево», пилотами используются очки ночного видения.                                                                                       |

## Варианты

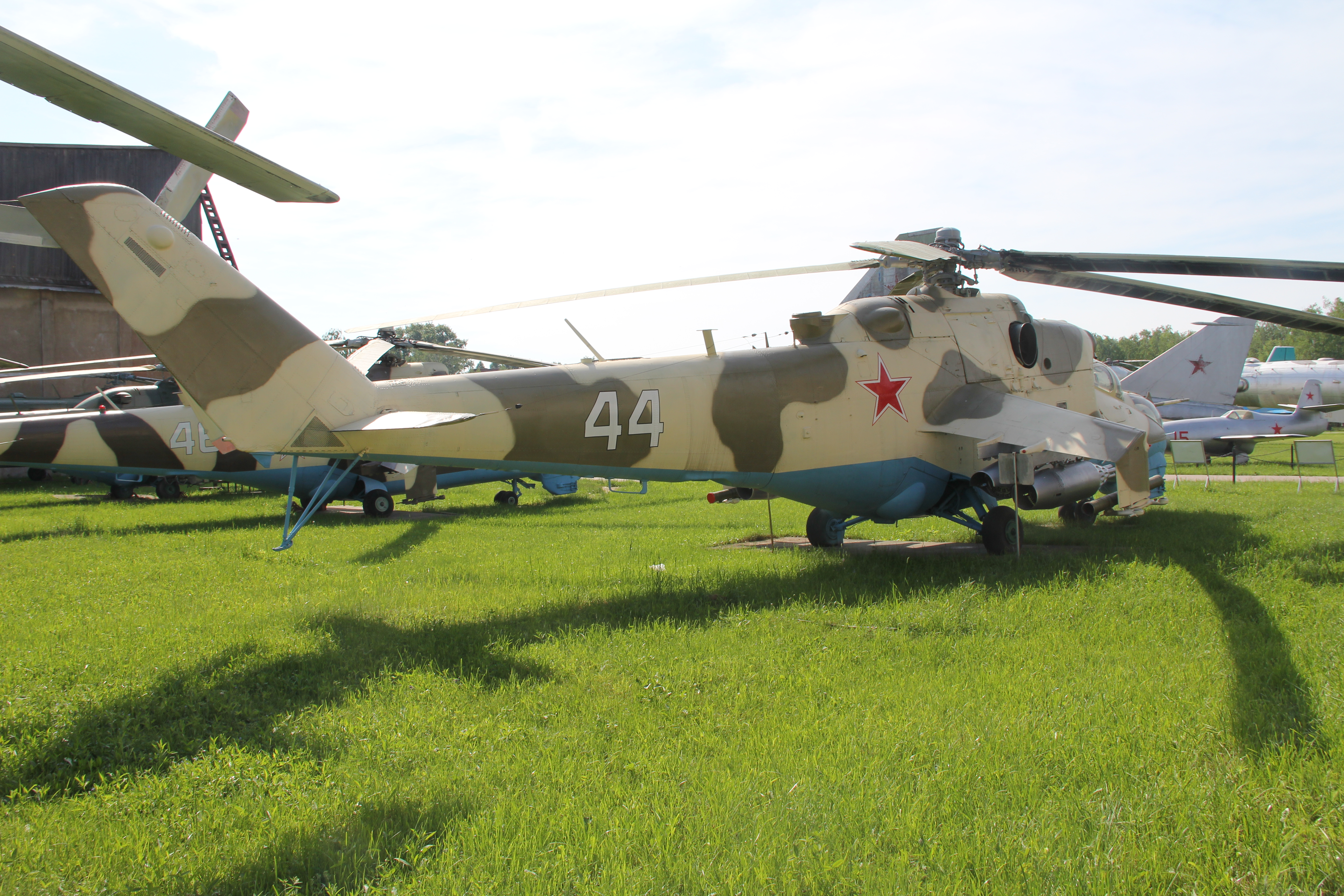
Ми-24В — На выставке в Монино, Московская область

СССР Ми-24В — Создана в 1976 году
 СССР Ми-24П — Создана в 1981 году
 Россия Ми-35 — Глубокая модернизация Ми-24В, была создана в 1995 году
 Россия Ми-35М — Модернизация Ми-35 создан в 2005 году. Также называют:  Ми-24ВМ и  AH-2 Sabre
 Россия Ми-35П — Экспортный вариант Ми-24П создан в 2006 году
 Россия Ми-35ПМ — Версия Ми-35П с Х-образным несущим винтом и лопастями из более прочных материалов

## Тактико-технические характеристики

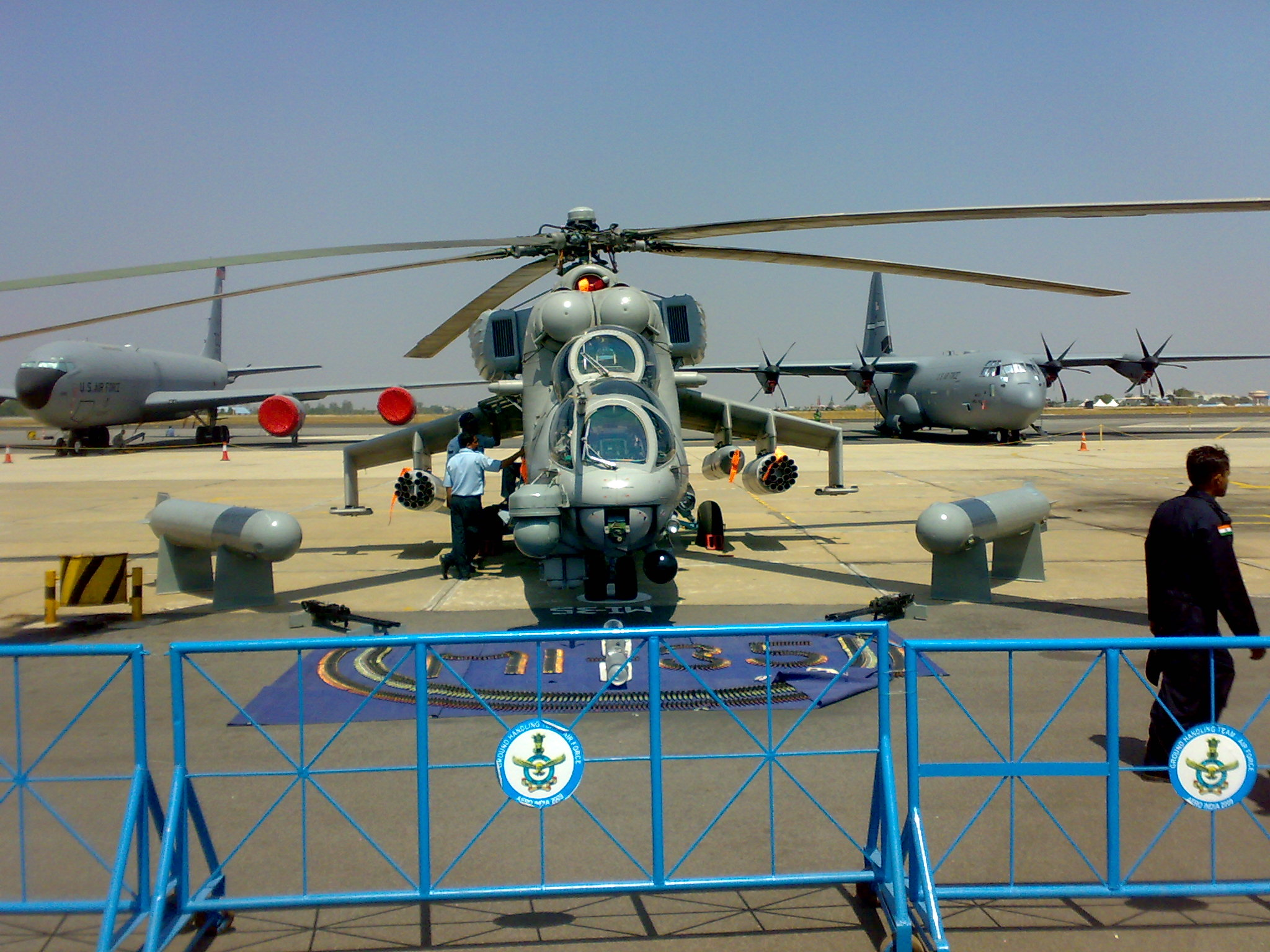
Ми-35 на выставке Aero India 2009

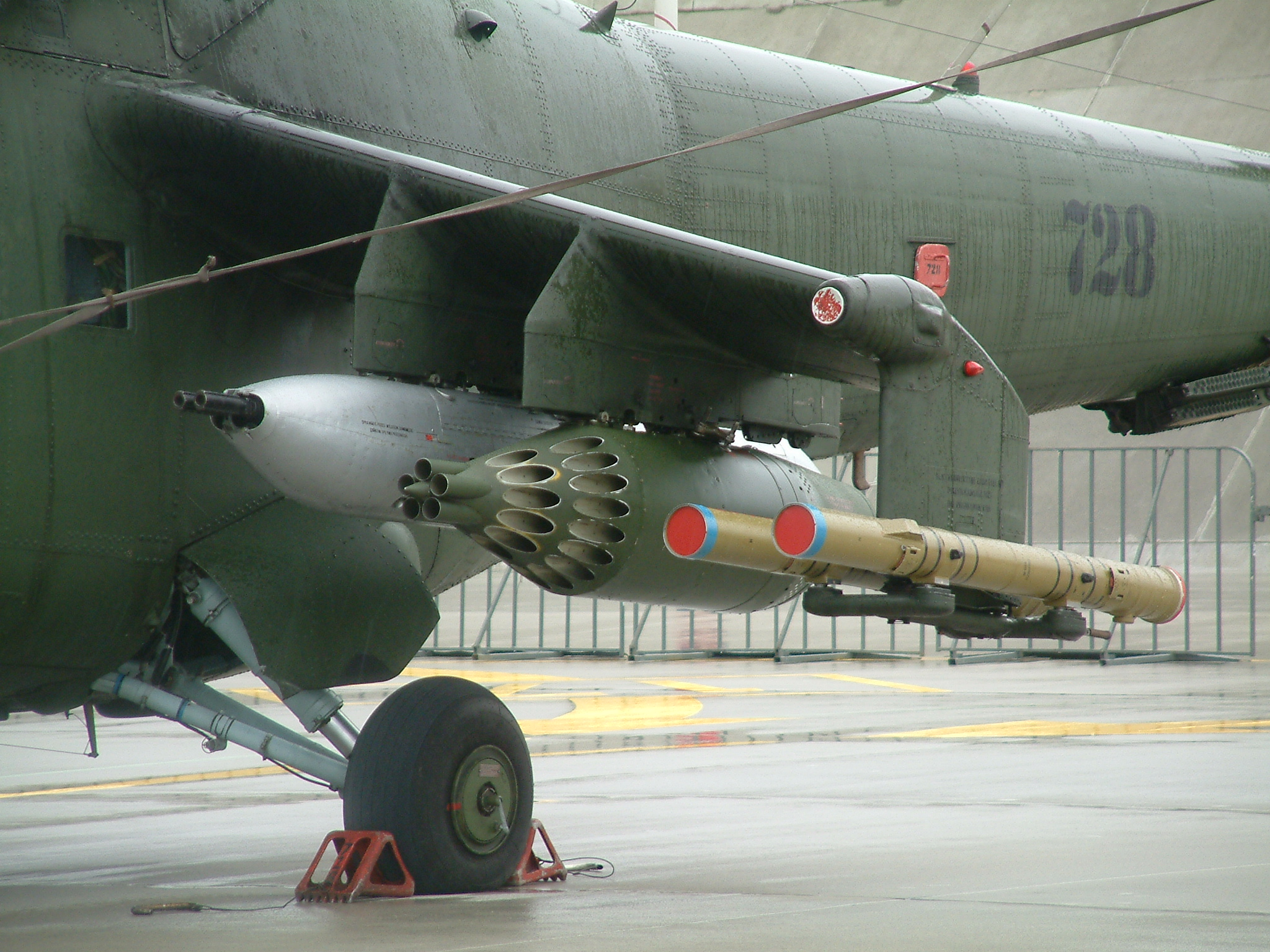
Вооружение Ми-35 (слева-направо): пушечный контейнер УПК-23-250 с двуствольной пушкой ГШ-23 калибра 23-мм, блок НАР Б-8В-20, ПТУР «Штурм-В»

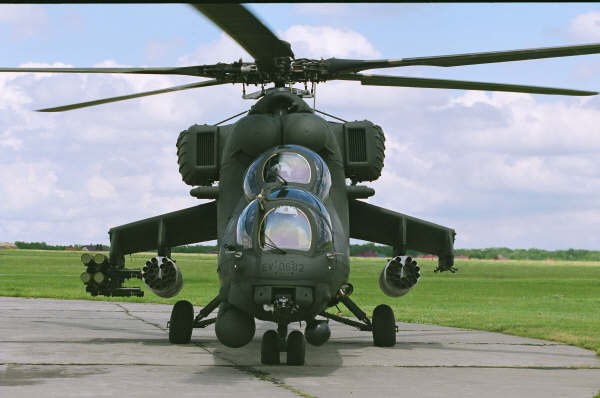
МИ-35М2 ВС Венесуэлы

Приведенные характеристики соответствуют модификации Ми-35П.
- Источник данных: [9]

Технические характеристики
- Экипаж: 2 (пилот и оператор вооружения)
- Пассажировместимость: до 8 солдат или 2 носилок с тяжелоранеными и медработник
- Грузоподъёмность: 2400 кг
- Длина: н/д
- Длина фюзеляжа: 17,51 м
- Диаметр несущего винта: 17,3 м
- Диаметр рулевого винта: 3,91 м
- Максимальная ширина фюзеляжа: 1,7 м (6,66 м с пристыкованными консолями крыла)
- Высота: 3,97 м (с хвостовым винтом)
- Площадь, ометаемая несущим винтом: м²
- База шасси: 4,39 м
- Колея шасси: 3,03 м
- Масса пустого: 8620 кг
- Нормальная взлётная масса: 11 200 кг
- Максимальная взлётная масса: 11 500 кг
- Масса топлива во внутренних баках: 1500 кг + опционально 1000 кг
- Объём топливных баков: н/д (+ 4 х 500 л в ПТБ)
- Силовая установка: 2 × турбовальных «Климов» ТВ3-117ВМА производства «Мотор Сич»
- Мощность двигателей: 2 × 2200 л. с. (взлётная)

Лётные характеристики
- Максимально допустимая скорость: 340 км/ч
- Максимальная скорость: 320 км/ч
- Крейсерская скорость: 280 км/ч
- Практическая дальность: 450 км
- Перегоночная дальность: 1000 км (с ПТБ)
- Продолжительность полёта:
  - с  максимальным запасом топлива:
- Статический потолок: 1750 м
- Динамический потолок: 4500 м
- Скороподъёмность: м/с
- Вертикальная скороподъёмность:  м/с

Вооружение
- Стрелково-пушечное: неподвижная пушечная установка НПУ-30 с двуствольной пушкой ГШ-2-30 калибра 30-мм и боекомплектом 250 патронов (Ми-35П) или несъёмная подвижная пушечная установка НППУ-24 с двуствольной пушкой ГШ-23 калибра 23-мм (Ми-35М)
- Точки подвески: 6 (4 у Ми-35М)
- Боевая нагрузка: 1780 кг
- Управляемые ракеты:  
  - ракеты «воздух-земля»: 8 х «Штурм-В» или «Атака-М»
  - ракеты «воздух-воздух»:
- Неуправляемые ракеты: С-8 калибра 80-мм или С-13 калибра 130-мм или С-24 калибра 240-мм

## На вооружении
- Россия ВС России — 24 Ми-35М, по состоянию на март 2014 года. Заказ на 22 единицы + доп. заказ на 27 единиц с поставкой до начала 2015 года.[10]. 56 вертолётов по состоянию на 2024 год.
  - 344-й Цбп и плс АА (Торжок) — 3 машины.
  - 387-я авиабаза армейской авиации (бывший 487-й отдельный вертолетный полк) около Будённовска — 8 машин.
  - 393-я авиабаза армейской авиации (бывший 55-й отдельный вертолетный полк) около Кореновска в Краснодарском крае — 8 машины.
  - ЗВО — 2 машины.
  - ФСО России — 3 Ми-35МС по состоянию на 2014 год.
  - ФСБ России — в 2015 году заказано 5 Ми-35М[11].
- Азербайджан — 16 Ми-35М, по состоянию на декабрь 2012 года.[12] В сентябре 2010 года был подписан контракт на поставку 24 Ми-35М.[13][14]
- Бразилия — 12 Ми-35М (местное обозначение: AH-2 Sabre), по состоянию на декабрь 2014 года.[15]
- Венесуэла — 10 Ми-35М2, по состоянию на 2011 год[16]
- Индонезия — 7 Ми-35П, по состоянию на 2011 год[17][18]
- Мьянма — 50 Ми-35П, по состоянию на 2012 год[19][20]
- Перу — 2 Ми-35П, по состоянию на декабрь 2011 года.[14] В 2010 году был подписан контракт на поставку 2 Ми-35П и 6 Ми-171Ш на общую сумму $250 млн.[21]
- Афганистан — 9 Ми-35, по состоянию на май 2012 года[22]
- Ирак — 10 Ми-35, по состоянию на май 2015 года. В июне 2015 года Ирак договорил с Россией на поставку несколько вертолётов Ми-35 и Ми-28Н до второй половины 2016 года.
- Казахстан — 12 вертолётов по состоянию на 2024 год
- Беларусь — 4 вертолёта по состоянию на 2025 год[23]
- Зимбабве — 6 вертолётов по состоянию на 2024 год
- Сербия — 15 вертолётов по состоянию на 2025 год[24]
- Кипр — 4 вертолёта по состоянию на 2024 год
- Нигерия — 5 вертолётов по состоянию на 2025 год
- Мали — 2 вертолёта по состоянию на 2018 год[25]

## Боевое применение
Используется иракской армией в ходе гражданской войны 2014 года. Как минимум два иракских Ми-35М были сбиты боевиками (в июне и октябре).

## Потери
| Дата       | Позывной                    | Место аварии                                 | Жертвы | Краткое описание |
| ---------- | --------------------------- | -------------------------------------------- | ------ | --- |
| 08.09.2012 | 54 жёлтый                   | Ботлихский район, Дагестан                   | 4/4    | Вертолёт врезался в склон горы в 20 километрах от села Ботлих во время сопровождения автоколонны. По предварительному расследованию было выяснено что командование Южного военного округа не имело права задействовать этот вертолёт в боевых задачах, поскольку машина не была проверена в работе в горах так как установленный на ней радар был не до конца отработан в режиме огибания рельефа местности. Кроме того, погибший экипаж не был допущен для полётов в сложных метеоусловиях в гористой местности. |
| 28.06.2014 | ВВС Ирака                   | Недалеко от en:Saqlawiyah, Ирак              | ?/?    | Сбит огнём с земли. |
| 03.10.2014 | ВВС Ирака                   | Недалеко от Байджи, Ирак                     | 2/2    | Сбит огнём с земли. |
| 08.07.2016 | ВКС России                  | в районе Пальмиры, Сирия                     | 2/2    | 8 июля 2016 года боевиками ИГИЛ был сбит российский вертолёт Ми-35М, находившийся под управлением российских лётчиков-инструкторов Ряфагатя Хабибулина и Евгения Долгина. Вертолёт упал в районе, подконтрольном сирийской правительственной армии, лётчики погибли. |
| 03.11.2016 | ВКС России                  | в районе Хувейсиса, Сирия                    | 0/?    | Был повреждён огнём с земли, произвёл вынужденную посадку близ Хувейсиса на востоке провинции Хомс. Во время ремонта добит на земле противотанковой управляемой ракетой, запущенной боевиками ИГИЛ. Экипаж не пострадал. |
| 04.04.2016 | ВВС Ирака                   | Недалеко от Эль-Кута, Ирак                   | 0/?    | Причиной крушения, по предварительным данным, стала техническая неисправность. |
| 04.02.2019 | Сухопутные войска Венесуэлы | Недалеко от Эль-Пао, штат Кохедес, Венесуэла | 0/5    | Потерпел крушение во время учений по отражению вторжения США. |
| 07.05.2020 | ВКС России                  | Джанкой, Крым                                | 1/3    | При выполнении планового учебно-тренировочного полёта на аэродроме совершил жёсткую посадку. |
| 20.03.2023 | ВВС России                  | Харьковская область                          | 2/2    | Вертолёт в ходе Российско-Украинской Войны был сбит силами ВСУ. |
| 24.06.2023 | ВВС России                  | Воронежская область                          | ?/?    | Вертолёт в результате Марша справедливости был сбит силами «ЧВК Вагнер». |

## Изображения

Ми-35М на выставке «100 лет ВВС России», часть 4 — Статическая экспозиция
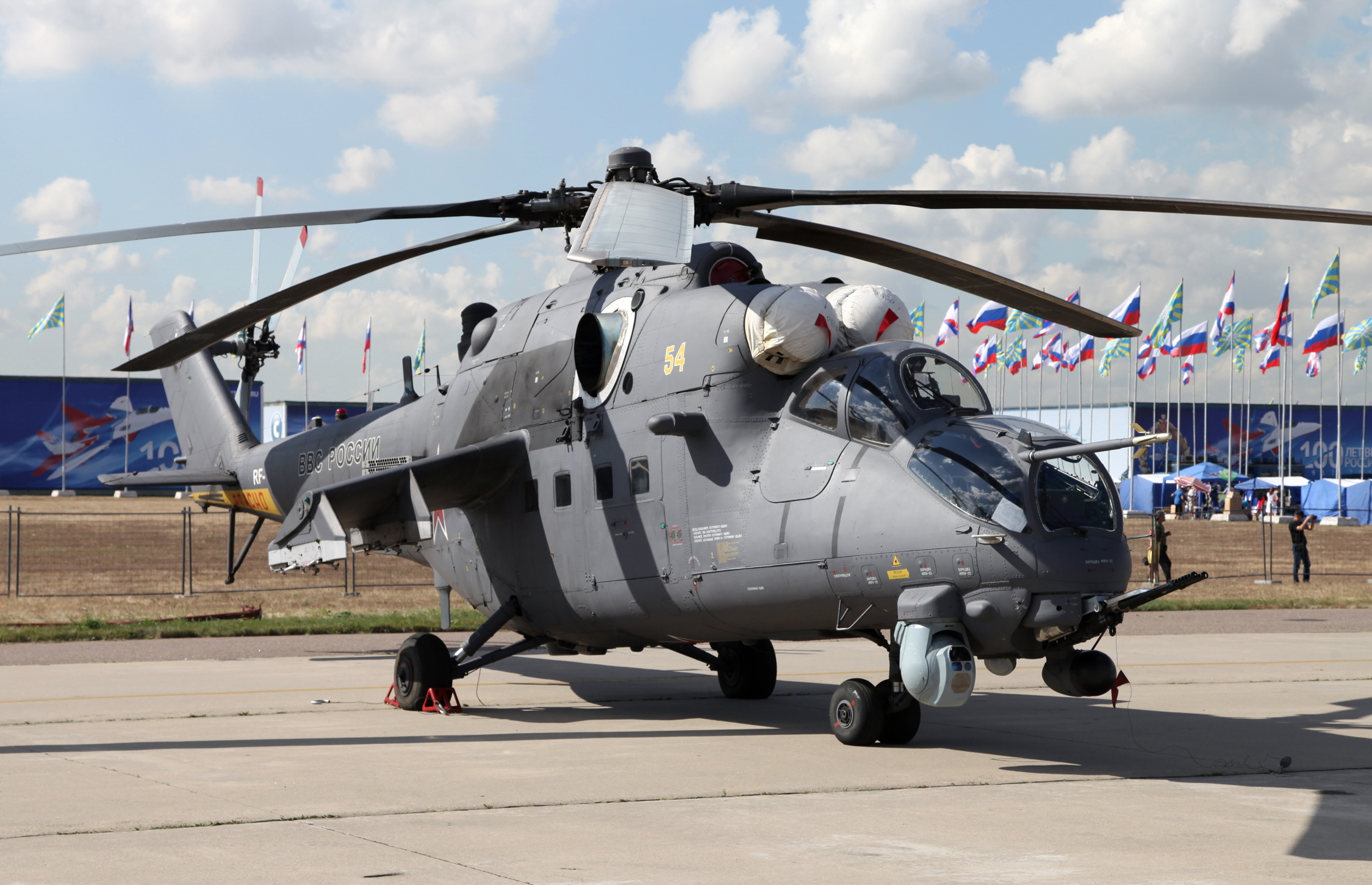
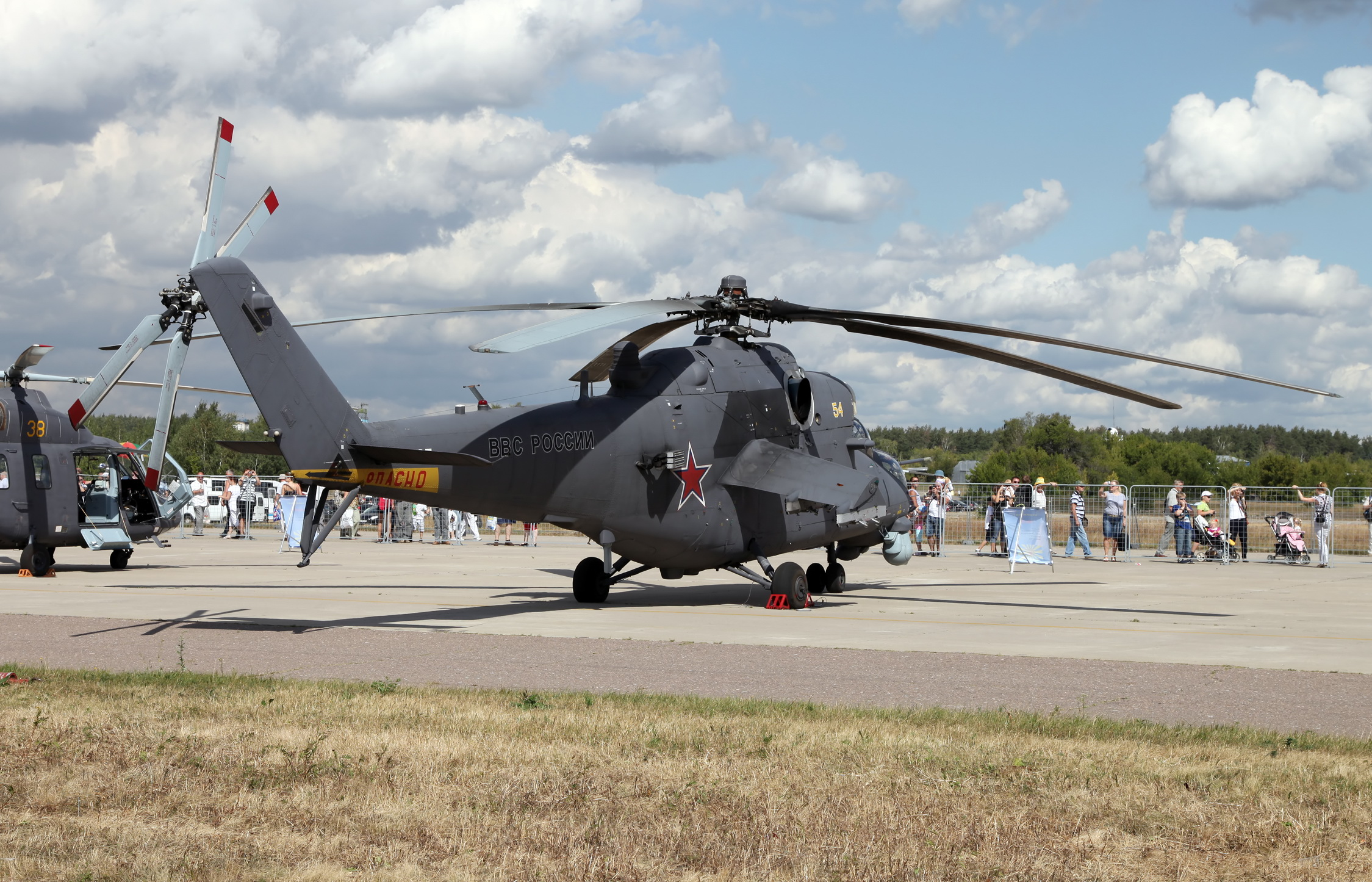
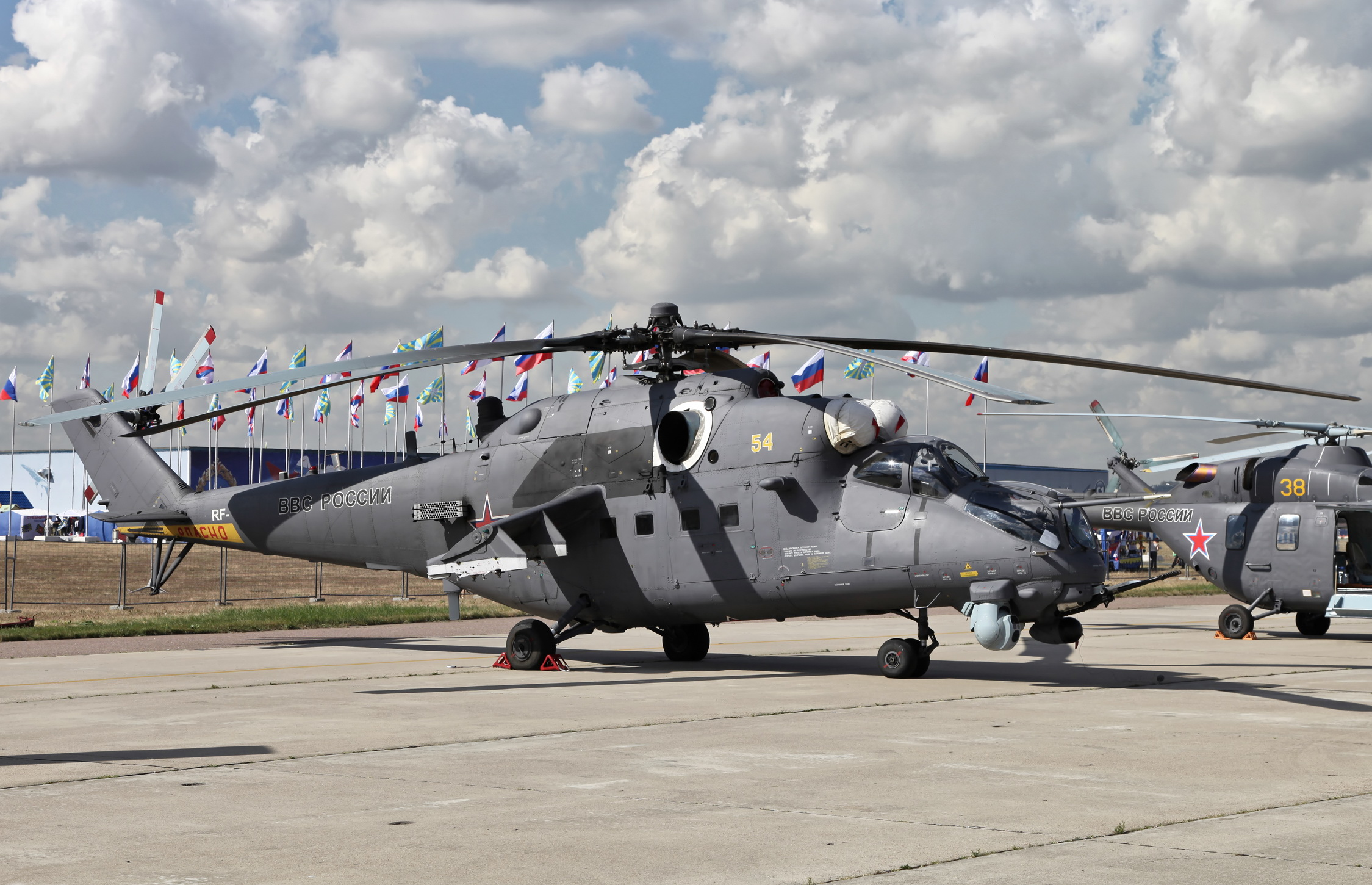